# Simon Langham
Simon Langham (Langham, 1315 circa – Avignone, 22 luglio 1376) è stato un cardinale e arcivescovo cattolico britannico.

## Biografia
Nacque a Langham attorno al 1315 da una famiglia di umili origini. Verso il 1335 entrò nell'Ordine di San Benedetto, probabilmente a Westminster, nell'Abbazia di San Pietro. Studiò all'Università di Oxford verso la fine degli anni Quaranta, senza però terminare gli studi; probabilmente fu costretto ad interromperli a causa della peste.
Fu nominato priore dell'abbazia di Westminster il 10 aprile 1349 e il 27 maggio successivo fu eletto abate. Rappresentò il suo monastero al capitolo triennale del suo ordine. Fece completare i chiostri dell'abbazia. Il 21 novembre 1360 divenne tesoriere di re Edoardo III d'Inghilterra, ma rassegnò le proprie dimissioni prima del 20 febbraio 1363.
Fu eletto vescovo di Londra verso la fine del 1360, ma rifiutò la promozione. Nel 1361 fu eletto vescovo di Ely e confermato dal papa il 10 gennaio 1362; fu consacrato vescovo il 20 marzo 1362.
Morì il 22 luglio 1376 ad Avignone, all'età di circa 61 anni; venne sepolto nella vicina certosa di Bonpas. Tre anni dopo i suoi resti furono portati in Inghilterra e venne sepolto nella cappella di San Benedetto dell'Abbazia di Westminster. Lasciò ben 200.000 sterline all'Abbazia di Westminster; con questa donazione fu completata la navata, la casa dell'abate e buona parte dei chiostri. Il cardinale Langham è ricordato come il secondo fondatore dell'abbazia e il suo monumento funebre è uno dei più imponenti e quello più antico tra quelli ecclesiastici.

## Genealogia episcopale e successione apostolica
La genealogia episcopale è:
- Cardinale Vital du Four
- Arcivescovo John Stratford
- Vescovo William Edendon
- Cardinale Simon Langham, O.S.B.

La successione apostolica è:
- Vescovo William Wykeham (1367)
- Vescovo John Duncan (1374)